# Đại sứ Thiện chí UNESCO
Các Đại sứ thiện chí của UNESCO là người sử dụng tài năng hay sự nổi tiếng của mình để truyền bá tư tưởng của UNESCO, đặc biệt là thu hút sự chú ý của giới truyền thông. Chất chuyên ngành khác nhau của người ủng hộ bao gồm những ngưới hoạt động vì hòa bình, hoạt động thể thao. hay làm Đặc phái viên UNESCO.

## Đại sứ thiện chí quốc tế
| Đại sứ                           | Từ nước             | Bổ nhiệm từ | Hoạt động |
| -------------------------------- | ------------------- | ----------- | --- |
| Yalitza Aparicio                 | México              | 4/10/2019   | Người bản địa |
| Andrés Roemer                    | México              | 9/2017      | Thay đổi xã hội và dòng chảy kiến thức miễn phí                                                                                 |
| HRH Princess Dana Firas          | Jordan              | 29/06/2017  | Bảo vệ và bảo tồn di sản |
| Deeyah Khan                      | Na Uy               | 17/11/2016  | Tự do nghệ thuật và sáng tạo |
| Christiane Amanpour              | UK\|name=Anh Quốc]] | 29/04/2015  | Tự do ngôn luận và an toàn nhà báo                                                                                              |
| Keith Chatsauka-Coetzee          | Nam Phi             | 12/07/2012  | |
| Sunny Varkey                     | Ấn Độ               | 2012        | Hoạt động giáo dục tại Các Tiểu vương quốc Ả Rập Thống nhất.                                                                    |
| Hayat Sindi                      | Ả Rập Xê Út         | 1/10/2012   | Hoạt động giáo dục khoa học cho phụ nữ Arab                                                                                     |
| Forest Whitaker                  | Hoa Kỳ              | 21/06/2011  | Trao quyền cho thanh niên và giữ cho chúng tránh xâm nhập hoặc tham gia vào hoạt động bạo lực châu Phi                          |
| Nizan Guanaes                    | Brasil              | 27/05/2011  | |
| Vik Muniz                        | Brasil              | 27/05/2011  | |
| Oskar Metsavaht                  | Brasil              | 27/05/2011  | |
| Ivonne A-Baki                    | Ecuador             | 15/02/2010  | Hòa bình |
| Yazid Sabeg                      | Algérie             | 16/02/2010  | |
| Marc Ladreit de Lacharrière      | Pháp                | 27/08/2009  | |
| Esther Coopersmith               | Hoa Kỳ              | 2009        | |
| Christine Hakim                  | Indonesia           | 11/03/2008  | Giáo viên giáo dục Đông Nam Á                                                                                                   |
| Chantal Biya                     | Cameroon            | 14/11/2008  | Giáo dục và hoạt động xã hội |
| Vitaly Ignatenko                 | Nga                 | 2008        | Xây dựng năng lực của các nhà báo tiếng Nga và thúc đẩy sự lưu thông tự do của ý tưởng trong khu vực nói tiếng Nga              |
| Jean Malaurie                    | Pháp                | 17/07/2007  | Phụ trách các vấn đề cực Bắc cực, thúc đẩy các vấn đề môi trường và bảo vệ nền văn hóa và kiến thức của các dân tộc của Bắc Cực |
| Công chúa Maha Chakri Sirindhorn | Thái Lan            | 24/03/2005  | Trao quyền cho trẻ em dân tộc thiểu số và bảo tồn các di sản văn hóa phi vật thể của họ                                         |
| Mehriban Aliyeva                 | Azerbaijan          | 9/09/2004   | Thúc đẩy và bảo vệ di sản văn hóa phi vật thể, đặc biệt là truyền thống truyền khẩu và diễn đạt                                 |
| Milú Villela                     | Brasil              | 10/11/2004  | Hành động tự nguyện và giáo dục cơ bản ở Mỹ Latin                                                                               |
| Cristina Owen-Jones              | Ý                   | 23/03/2004  | Chương trình giáo dục phòng chống HIV/AIDS                                                                                      |
| Ara Abramyan                     | Nga                 | 15/07/2003  | Đối thoại giữa các nền văn minh                                                                                                 |
| Caroline, Princess of Hanover    | Monaco              | 2/12/2003   | Bảo vệ trẻ em và gia đình, trao quyền cho phụ nữ và trẻ em gái ở châu Phi                                                       |
| Valdas Adamkus                   | Litva               | 29/09/2003  | Xây dựng các hiệp hội kiến thức                                                                                                 |
| Alicia Alonso                    | Cuba                | 7/06/2002   | Khuyến khích khiêu vũ ballet (Chương trình của di sản phi vật thể)                                                              |
| Giancarlo Elia Valori            | Ý                   | 2001        | Bảo vệ di sản phi vật thể |
| Công chúa Lalla Meryem           | Maroc               | /07/2001    | Bảo vệ quyền của trẻ em và phụ nữ                                                                                               |
| Claudia Cardinale                | Ý                   | /03/2000    | Hoạt động nữ quyền, đặc biệt là phụ nữ vùng Địa Trung Hải, và các vấn đề môi trường.                                            |
| Bahia Hariri                     | Liban               | 17/11/2000  | Bảo tồn di sản thế giới, giáo dục, văn hóa, các quyền của phụ nữ và phát triển bền vững trong thế giới Ả Rập                    |
| Madanjeet Singh                  | Ấn Độ               | 16/11/2000  | Người sáng lập của Quỹ Nam Á (South Asia Foundation), thúc đẩy hợp tác khu vực thông qua giáo dục và phát triển bền vững        |
| Patrick Baudry                   | Pháp                | /09/1999    | Giáo dục thanh niên thông qua các cuộc hội thảo, hội nghị khoa học và các dự án                                                 |
| Marianna Vardinoyannis           | Hy Lạp              | 21/10/1999  | Bảo vệ trẻ em; xúc tiến của Thế vận hội, văn hóa; cứu trợ nhân đạo cho các nạn nhân chiến tranh                                 |
| Vigdís Finnbogadóttir            | Iceland             | 1998        | Khuyến khích đa dạng ngôn ngữ, nữ quyền, giáo dục                                                                               |
| Cheick Modibo Diarra             | Mali                | 1998        | Tăng cường giáo dục, đặc biệt là giáo dục khoa học, và phát triển bền vững ở châu Phi                                           |
| Kitín Muñoz                      | Tây Ban Nha         | 22/04/1997  | Bảo vệ và phát huy nền văn hóa bản địa và môi trường của họ                                                                     |
| Đại nữ công tước María Teresa    | Luxembourg          | 10/06/1997  | Giáo dục, quyền của phụ nữ, hoạt động tài chính nhỏ, và chiến dịch chống đói nghèo                                              |
| Omer Zülfü Livaneli              | Thổ Nhĩ Kỳ          | 20/09/1996  | Thúc đẩy hòa bình và khoan dung thông qua âm nhạc và thúc đẩy nhân quyền                                                        |
| Rigoberta Menchu Túm             | Guatemala           | 21/06/1996  | Xúc tiến Văn hóa Hòa bình, bảo vệ quyền lợi của người dân bản địa                                                               |
| Zurab Tsereteli                  | Gruzia              | 30/03/1996  | Công trình văn hoá và nghệ thuật                                                                                                |
| Phan Thị Kim Phúc                | Việt Nam            | 10/11/1994  | Bảo vệ và giáo dục cho trẻ em, trẻ em mồ côi và các nạn nhân vô tội của chiến tranh                                             |
| Montserrat Caballé               | Tây Ban Nha         | 22/04/1994  | Gây quỹ cho trẻ em bị nạn và nạn nhân chiến tranh                                                                               |
| Jean Michel Jarre                | Pháp                | 24/05/1993  | Bảo vệ môi trường (nước, chống sa mạc hóa, năng lượng tái tạo), tuổi trẻ và lòng khoan dung, bảo vệ các di sản thế giới         |
| Pierre Bergé                     | Pháp                | 2/07/1993   | Hoạt động chống HIV/AIDS, nhân quyền, Di sản văn hóa                                                                            |
| Ute-Henriette Ohoven             | Đức                 | 1992        | Đại sứ đặc biệt UNESCO cho giáo dục trẻ em ở nơi Cần                                                                            |
| Susana Rinaldi                   | Argentina           | 28/04/1992  | Trẻ em đường phố, Văn hóa Hòa Bình                                                                                              |
| Công chúa Firyal                 | Jordan              | 1992        | Xúc tiến Giáo dục cho mọi sáng kiến, hành động nhân đạo, di sản thế giới, quyền của phụ nữ, nhất là phụ nữ Arab                 |
| Pierre Cardin                    | Pháp                | 1991        | Thúc đẩy Chương trình Chernobyl, sáng lập của Six Flags of Tolerance trong năm 1995 và phân phối tại các nước thành viên UNESCO |
| Ivry Gitlis                      | Israel              | 1990        | Hỗ trợ giáo dục và Văn hóa của Hòa bình và khoan dung                                                                           |
| Miguel Angel Estrella            | Argentina           | 26/10/1989  | Xúc tiến Hòa bình Văn hóa và khoan dung thông qua âm nhạc                                                                       |
| Sheikh Ghassan I. Shaker         | Ả Rập Xê Út         | 1989        | Gây quỹ cho trẻ em và phụ nữ có nhu cầu, nạn nhân chiến tranh, giáo dục, tài chính vi mô                                        |
| Đại sứ danh dự:                  |                     |             | |
| Laura Welch Bush                 | Hoa Kỳ              | 13/02/2003  | Đại sứ danh dự UNESCO cho Thập kỷ Biết chữ trong bối cảnh của thập kỷ Liên Hợp Quốc về Biết chữ (2003–2012)                     |